# خبرگزاری

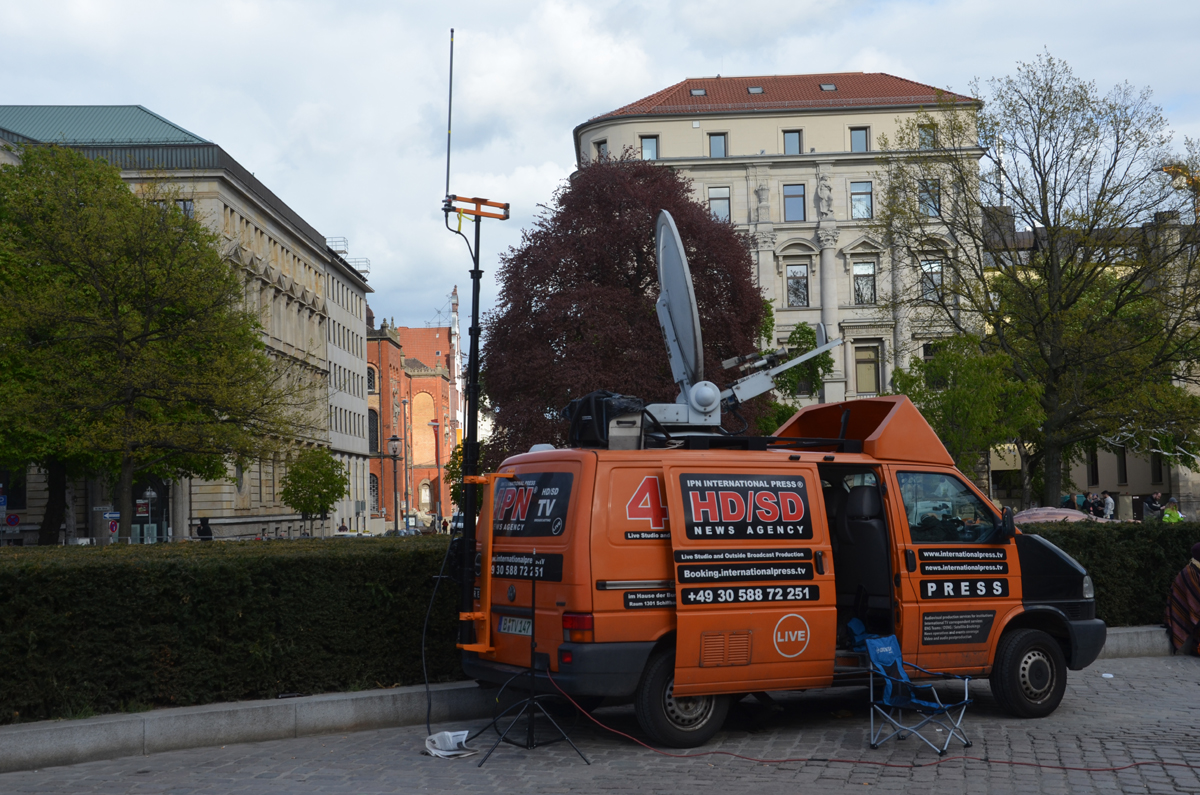
امکاناتی برای خبرنگاری

خبرگزاری یا آژانس خبری، همچنین بنگاه یا پایگاه خبری سازمانی متشکل از خبرنگاران است که به‌منظور تهیهٔ گزارش‌های خبری برای سازمان‌های خبری -از جمله روزنامه‌های چاپی یا آنلاین، مجله‌ها، رادیوها و تلویزیون‌ها فعالیت می‌کند.

## ریشه‌شناسی
«واژه خبرگزاری از نظر دستوری حاصل مصدر است و دارای دو معنا است. نخست به معنای ابلاغ خبر و اطلاع دادن است و دوم که در معنای امروزی است و مؤسسه‌ای است که خبرها را کسب و منتشر می‌کند.»

## وظایف
یک خبرگزاری شرکتی است که همان‌طور که عمده‌فروش، خرده‌فروشان را تأمین می‌کند، به ارائهٔ اخبار برای رسانه‌ها می‌پردازد. خبرگزاری، خبرنگارانی را که به جمع‌آوری اطلاعات می‌پردازند به کار می‌گیرد و اطلاعات بدست آمده را در اشکال مختلف (خبر، مقاله، ماجراها، تصاویر، صوت، ویدئو، گرافیک‌ها و غیره) در میان روزنامه‌ها، گاهنامه‌ها، رسانه‌های دیداری‌شنیداری، دیجیتالی، و غیره توزیع می‌کند. استفاده از خبرگزاری‌ها، به روزنامه‌ها و دیگر نشریات اجازهٔ ارائهٔ اطلاعات از کشورهایی که در آن‌ها فعالیت ندارند و مسائلی که برایشان امکان بررسی نیست را می‌دهد.
از جملهٔ قدیمی‌ترین خبرگزاری‌های جهان، می‌توان به خبرگزاری هاواس در فرانسه (تأسیس در ۱۸۳۵)، رویترز در انگلستان (تأسیس در ۱۸۵۱)، و خبرگزاری استفانی در ایتالیا (تأسیس در ۱۸۵۱) اشاره کرد.

## خبرگزاری‌ها در ایران
با گسترش اینترنت در ایران پایگاه‌های خبری نیز در ایران راه‌اندازی شده‌اند. بسیاری از خبرگزاری جهان شکل ظاهر خود را از نسخه چاپی به نسخه دیجیتال تغییر داده‌اند. ارسال نامه‌های الکترونیک خبری از جمله خدمات خبرگزاریها است.